# Lemma di Knopp
Nella teoria della misura, più precisamente nella teoria ergodica, il lemma di Knopp è un risultato formulato da Konrad Knopp.

## Enunciato
Il lemma di Knopp afferma che se {\displaystyle B} è un insieme misurabile secondo Lebesgue e {\displaystyle \,{\mathcal {C}}} è una classe di sottointervalli di {\displaystyle [0,1)} tale che
- ogni sottointervallo aperto di {\displaystyle [0,1)} è unione numerabile di elementi disgiunti di {\displaystyle {\mathcal {C}}};
- esiste {\displaystyle \gamma >0} tale che {\displaystyle \lambda (A\cap B)\geq \gamma \lambda (A)} per ogni {\displaystyle A\in {\mathcal {C}}}, con {\displaystyle \gamma } indipendente da {\displaystyle A} e {\displaystyle \lambda } la misura di Lebesgue.

Allora {\displaystyle \lambda (B)=1}.

### Dimostrazione
Per contraddizione, supponiamo che {\displaystyle \lambda (B^{c})>0}. Dato {\displaystyle \epsilon >0} esiste un insieme {\displaystyle E_{\epsilon }} che è unione disgiunta di intervalli aperti tali che {\displaystyle \lambda (B^{c}\Delta E_{\epsilon })<\epsilon }. Dalle condizioni (1) e (2), segue che {\displaystyle \lambda (B\cap E_{\epsilon })\geq \gamma \lambda (E_{\epsilon })}. Dalla scelta di {\displaystyle E_{\epsilon }} e considerando che 
{\displaystyle \lambda (B^{c}\Delta E_{\epsilon })\geq \lambda (B\cap E_{\epsilon })\geq \gamma \lambda (E_{\epsilon })\geq \gamma \lambda (B^{c}\cap E_{\epsilon })>\gamma (\lambda (B^{c})-\epsilon ),}
allora
{\displaystyle \gamma (\lambda (B^{c})-\epsilon )<\lambda (B^{c}\Delta E_{\epsilon })<\epsilon .}
Pertanto {\displaystyle \gamma \lambda (B^{c})<\epsilon +\gamma \epsilon ,} ed essendo {\displaystyle \epsilon >0} arbitrario, si ha una contraddizione.

## Esempio di applicazione
Sia {\displaystyle m} un intero positivo. Consideriamo la funzione {\displaystyle T(x)=mx-\left\lfloor mx\right\rfloor } definita su {\displaystyle [0,1)}. La trasformazione {\displaystyle T} preserva la misura di Lebesgue:
{\displaystyle T^{-1}[a,b)=\bigcup _{i=0}^{m-1}\left[{\frac {a+i}{m}},{\frac {b+i}{m}}\right),}
e
{\displaystyle \lambda (T^{-1}[a,b))=b-a=\lambda ([a,b)).}
Dimostriamo l'ergodicità di tale mappa utilizzando il lemma di Knopp. Si noti intanto che:
- {\displaystyle T^{n}(x)=m^{n}x-\lfloor m^{n}x\rfloor ;}
- {\displaystyle T^{n}\left(\left[{\frac {k}{m^{n}}},{\frac {k+1}{m^{n}}}\right)\right)=[0,1)}, per ogni {\displaystyle n\geq 1,\ 0\leq k\leq m^{n}-1.}

Sia
{\displaystyle {\mathcal {C}}=\left\{\left[{\frac {k}{m^{n}}},{\frac {k+1}{m^{n}}}\right):n\geq 1,\ 0\leq k\leq m^{n}-1\right\}.}
Si può verificare che {\displaystyle {\mathcal {C}}} soddisfa la prima ipotesi del lemma di Knopp. Sia {\displaystyle B\subset [0,1)} misurabile secondo Lebesgue tale che {\displaystyle T^{-1}B=B} e {\displaystyle \lambda (B)>0}. Per ogni elemento {\displaystyle A=\left[{\frac {k}{m^{n}}},{\frac {k+1}{m^{n}}}\right)\in {\mathcal {C}}}, vale:
{\displaystyle \lambda (A\cap B)=\lambda (A\cap T^{-n}B)={\frac {1}{m^{n}}}\lambda (B)=\lambda (A)\lambda (B).}
La seconda ipotesi del lemma di Knopp è quindi soddisfatta, prendendo {\displaystyle \gamma =\lambda (B)>0}. Pertanto {\displaystyle T} è ergodica.